# Alberto García Aspe
Alberto García-Aspe Mena (Cidade do México, 11 de maio de 1967) é um ex-futebolista mexicano, que atuava como meia. Garcia Aspe é um icone do futebol mexicano nos anos 90, ídolo dos clubes Necaxa, Pumas e Puebla.

## Carreira
Por clubes, ele teve maior destaque atuando pelas equipes do UNAM Pumas e do Necaxa. Atuou também pelo River Plate em 1995, por empréstimo.
Ainda passou pelo América, entre 1997 e 1999. Durante sua passagem pelo Puebla, que durou de 1999 a 2002, García Aspe foi convocado para a Copa de 2002, onde pararia de jogar pouco tempo depois, aos 35 anos.

## Seleção
García Aspe foi um dos grandes nomes da Seleção Mexicana de Futebol durante toda a década de 1990, sendo convocado pela primeira vez para El Tri em 1988, contra Honduras. Esteve em quatro edições da Copa América (1993, 1995, 1999 e 2001), em duas Copas das Confederações (1995 e 1999, onde o México conquistou seu primeiro título internacional), uma Copa Ouro da CONCACAF (1996) e em três Copas do Mundo (1994, 1998 e 2002).
El Beto, como era conhecido, aposentou-se imediatamente do futebol depois da participação mexicana na Copa de 2002.

## Títulos
Seleção Mexicana
- Copa das Confederações: 1999